# Не так живи, как хочется
«Не так живи, как хочется» — пьеса («народная драма») Александра Островского в трёх действиях. Написана в 1854 году.
Премьера пьесы состоялась 3 (15) декабря 1854 года в Малом театре. Впервые опубликована в журнале «Москвитянин» в сентябре 1855 года.

## Создание
Первый набросок драмы относится к августу 1854 года. Драма должна была состоять из пяти актов. Первоначальное заглавие было пословичное и нравоучительное: «Божье крепко, а вражье лепко: масленица». В ремарке на заглавном листе указывалось: «Действие происходит в XVII столетии, в одном из больших городов России на Волге во время масленицы». Островский написал начало первого акта, но затем всё зачеркнул.
Второй черновой вариант пьесы с заглавием «Не так живи, как хочется» ближе к окончательной редакции. Теперь это «драма в 3-х действиях и 4-х картинах». Действие перенесено в Москву. Автор несколько раз менял время действия. От XVII столетия к концу XVI, а потом к концу XVIII века. Во всех вариантах действие неизменно «происходит на масленице».
В ноябре 1854 года пьеса была закончена, а 3 (15) декабря 1854 года уже поставлена в Малом театре.

## Действующие лица
- Илья Иванович, зажиточный купец.
- Пётр, его сын.
- Даша, жена Петра.
- Афимья, их тетка.
- Агафон, мещанин из уездного города.
- Степанида, его жена.
- Вася, молодой купеческий сын.
- Спиридоновна, содержательница постоялого двора.
- Груша, её дочь.
- Ерёмка, кузнец.
- Яков, ямщик.
- Иван, молодец в доме Петра.
- Девушки и парни.

Действие происходит в Москве, в конце XVIII столетия, на масленице. Содержание взято из народных рассказов.